# Artur Gabrisch
Artur Gabrisch (ur. 26 lutego 1881 w Cieszynie, zm. 2 grudnia 1963 w Wiedniu) – niemiecki działacz samorządowy na Śląsku Cieszyńskim, dwukrotny zastępca burmistrza Cieszyna w II RP, a później komisaryczny burmistrz miasta od września do października 1939, senator I kadencji.

## Życiorys
Pochodził z rodziny kominiarza i radnego na Śląsku Cieszyńskim. Ukończył szkołę powszechną i gimnazjum w Cieszynie, a następnie śladem ojca wyuczył się zawodu kominiarza. Praktykował w Cieszynie, Cieplicach, Lipsku oraz Meranne w Saksonii. W latach 1901–1904 odbywał służbę w wojsku austro-węgierskim w Krakowie. Później znów osiadł nad Olzą. 
W czasie I wojny światowej służył w austriackiej artylerii, po powrocie do rodzinnego miasta objął zarząd nad elektrownią miejską. W 1920 został członkiem liberalnej Deutsche Partei, w tym samym roku wszedł w skład komisji administracyjnej miasta Cieszyna. Dwukrotnie sprawował urząd wiceburmistrza: w latach 1919–1922 i 1925–1929.
W 1922 został wybrany do Senatu, mandat pełnił od czerwca 1927 do lutego 1928 na skutek śmierci Thomasa Szczeponika, pozostając członkiem Klubu Zjednoczenia Niemieckiego.
1 września 1939 został mianowany przez Niemców burmistrzem Cieszyna, jednak w październiku tego samego roku zastąpił go na tym stanowisku Wilhelm Koperberg, urzędnik z Niemiec.
W czasie II wojny światowej starał się o zwolnienie z niemieckiego więzienia Stefanii Michejdowej, żony Władysława Michejdy.
W 1943 wyjechał do Wiednia, gdzie zamieszkał i został pochowany.